# 新潟県道161号燕停車場線
新潟県道161号燕停車場線（にいがたけんどう161ごう つばめていしゃじょうせん）は、新潟県燕市内を通る一般県道である。

## 概要

### 路線データ
- 起点：燕停車場（新潟県燕市本町2丁目）

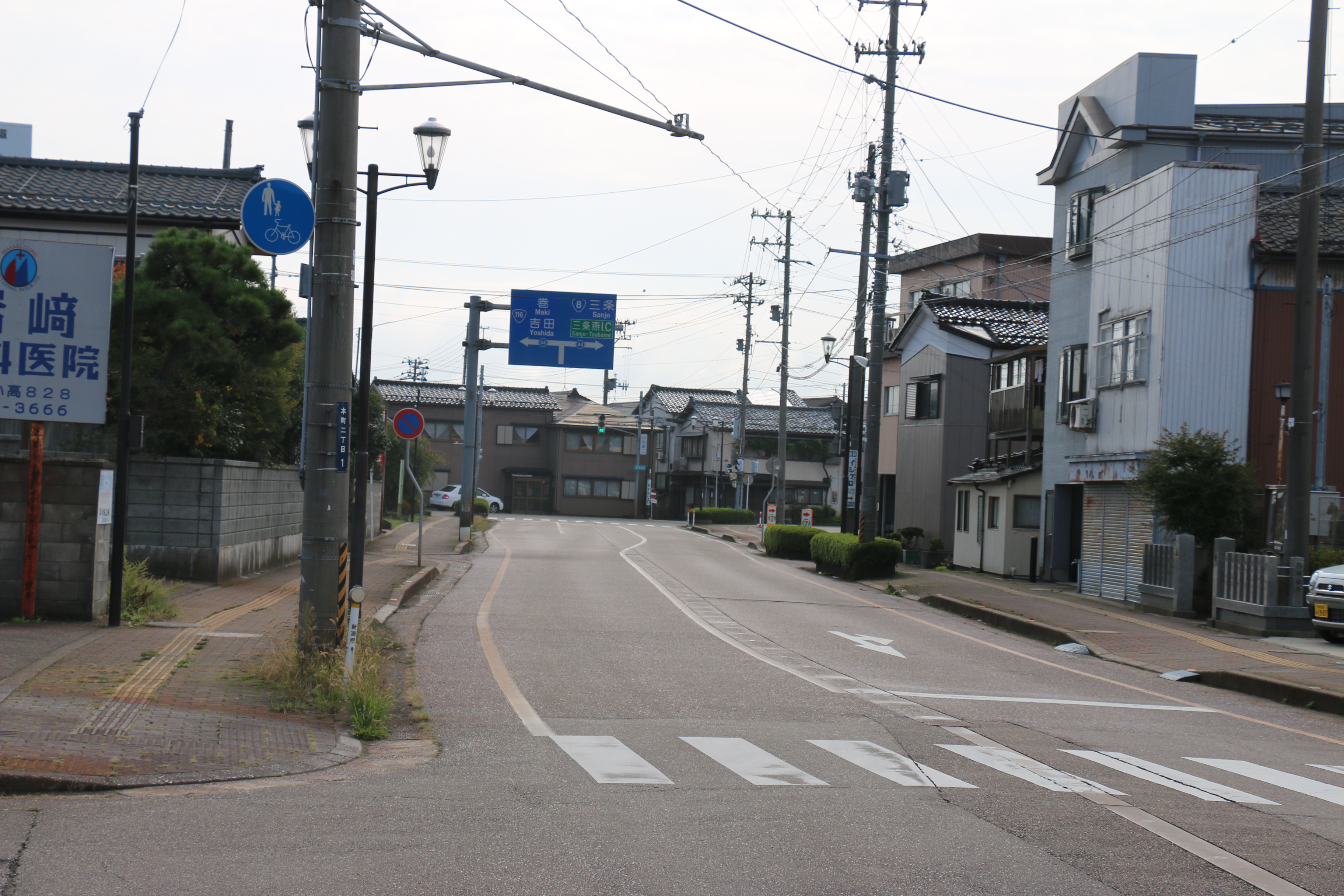
燕停車場前から終点方向を臨む

- 終点：新潟県燕市中央通2丁目（新潟県道44号新潟燕線交点）

## 地理

### 通過する自治体
- 新潟県燕市

### 接続する道路
- 燕市道（起点：燕市本町2丁目、本町交差点）
- 新潟県道44号新潟燕線（終点：中央通二交差点）

### 周辺
- JR弥彦線 燕駅
- 新潟県警察 燕警察署 燕駅前交番
- 燕市役所 燕庁舎
- 燕市立燕東小学校
- サンロード宮町商店街
- 玉川堂
- 三条信用金庫 燕支店
- 燕中央通郵便局
- 中ノ口川